# Átreus
Átreus (řecky Ατρεύς, latinsky Atreus) je v řecké mytologii syn élidského krále Pelopa a jeho manželky Hippodameie a král Mykén. Je manželem Áeropé a otcem králů Agamemnóna a Meneláa a dopustil se ukrutných činů, například bratra Thyesta pohostil masem jeho zavražděných synů, čímž přivedl na rod Átreovců dědičné prokletí.
Átreus měl být dle domněnky objevitele Mykén Schliemanna pohřben ve velkolepé mykénské hrobce v podobě tholu, která se proto tradičně nazývá Atreova pokladnice.

## Mytologický příběh
Byl osnovatelem řady krutých činů, které se vázaly k mykénskému hradu a třem generacím rodu. Jejich hrůznost nezanikla ani po mnoha staletích a je stále připomínána prostřednictvím antických i novodobých dramatiků.
První zločin spáchal Átreus společně s bratrem Thyestem, a to dokonce na pobízení jejich matky Hippodameie. Zabili totiž svého nevlastního bratra Chrýsippa, jehož matkou byla milenka krále Pelopa, nymfa Axiocha. Důvodem byla pomsta otcovy nevěry a také odstranění možného uchazeče o trůn. O tomto činu však jsou vyprávěny i jiné verze, totiž, že oba bratři odmítli plány své matky a ona poté Chrýsippa zavraždila sama, přičemž chtěla čin svést na thébského krále Láia. Dokonce se ani nevylučovala možná Chrýsippova sebevražda poté, co byl králem Láiem unesen a stal se jeho milcem. Ať tak či tak, oba bratři poté uprchli před hněvem svého otce z Élidy a našli útočiště v Mykénách.
Tam kraloval Eurystheus, proslavený především tím, že mu sloužil největší hrdina Héraklés. V tomto čase Eurystheus už pronásledoval Héraklovy potomky, na této válečné výpravě byl však poražen a zabit trestající rukou Alkmény, Héraklovy matky. Eurystheus nezanechal následníka, Mykéňané si tedy vybrali za svého krále Átrea. Pomohlo mu k tomu, že ve svých stádech objevil beránka se zlatým rounem. Toho tam nastražila s pomocí Pana bohyně Artemis, jíž Átreus už kdysi slíbil obětovat nejlepší ze svých stád. Měla to být zkouška, zda Átreus obětuje celé stádo. Udělal to tak napolo - maso beránka obětoval, zlatou kůži si však ponechal, protože věštba stanovila, že majitel beránka bude vládnout v Mykénách.
To vše bedlivě sledoval jeho bratr Thyestés, o kůži beránka se dozvěděl z bratrova vychloubání. Lstivě vyhledal Átreovu novomanželku Áeropé, která se do něj zamilovala a on byl ochoten se s ní za beránka sblížit. Spolu s ní beránka ukradli. (Později ji její manžel hodil do moře.) Když se Átreus veřejně ucházel o mykénský trůn, uváděl své právo prvorozeného a zdůrazňoval své vlastnictví beránka. Thyestés ho lstivě nechal prohlásit, že ten bude následníkem trůnu, kdo beránka vlastní. Nato Thyestés vedl všechny do svého domu a beránka jim ukázal. Vzápětí byl prohlášen právoplatným králem.
To vše bedlivě sledoval nejvyšší bůh Zeus, nakloněný Átreovi a poslal k němu boha Herma s nápovědou: „Zeptej se Thyesta, jestli se vzdá svého nároku na trůn, když slunce půjde po obloze pozpátku?“. Thyestés klidně souhlasil. Nato Zeus a bohyně sváru Eris zařídili, že bůh slunce Hélios obrátil sluneční vůz zpět, obrátily se i hvězdy a ten večer zapadalo
slunce na východě. To se obrátilo proti Thyestovi a Mykénští ho poslali do vyhnanství. Thyestés vzal s sebou Átreova syna Pleisthena a vychoval ho k nenávisti k otci. Když chlapec dospěl, poslal ho Thyestés do Mykén, aby zavraždil Átrea. Jenže stal se opak, Átreus zabil mladíka, ve kterém až dodatečně poznal svého vlastního syna. To rozpoutalo další krvavé historie.
Átreus lákal Thyesta do Mykén, sliboval mu milost a půl království. Sotva se však Thyestés objevil v Mykénách, zabil Átreus tři jeho syny Aglaua, Orchomena a Kallileonta a ještě dvě jeho malá dvojčata, (druhého) Tantala a (druhého) Pleisthena. Rozsekal je na kousky a uvařené v kotli je nabídl Thyestovi na uvítanou. Když se bratr dosyta najedl, nechal přinést jejich krvavé hlavy a ruce na další míse. Thyestovi se udělalo strašně zle a v hrozném hněvu svého bratra zuřivě proklel do dalších pokolení.
Tento hrozný zločin museli bohové potrestat, pomohli pro tuto chvíli Thyestovi k útěku. Na Mykény poté seslali neúrodu, která měla trvat až do Thyestova návratu. Átreus dal bratra hledat, ale objevil jenom jeho posledního syna Aigistha, jehož matkou byla Thyestova vlastní dcera Pelopia, znásilněná mužem, o němž netušila, kdo je. Átreus přivedl Aigistha do Mykén a vychoval ho jako vlastního se svými syny Agamemnonem a Meneláem. A právě tito dva Thyesta vypátrali a přivedli do Mykén. Átreus uvrhl bratra do vězení a poručil Aigisthovi, aby ho zabil.
Jakmile však mladíka v kobce Thyestés spatřil, hned poznal svého syna a stačilo pár slov na projednání pomsty. Aigisthos se vrátil ke králi a oznámil, že je splněno. Átreus připravoval na mořském břehu obětní hranici, ale Aigisthos ho probodl stejným mečem, kterým měl zabít svého otce.
Na mykénský trůn poté zasedl Thyestés a vládl společně se svým synem Aigisthem.
Takto skončila první část krvavé historie. Pokračovala v osudech Agamemnóna a Meneláa, Thyestés byl zavražděn a na mykénský trůn se dostal Átreův syn Agamemnón.

## Odraz v umění
- téma bratrské krvavé nenávisti zpracovali dramatici starověku Aischylos, Sofoklés a Eurípidés
- stejně jako novověcí Racine, Goethe, Hauptmann nebo Sartre